# Sale and rent back
Il Sale and rent back è una forma di transazione di proprietà che coinvolge la vendita ad un acquirente con la contestuale stipula di un affitto con l'acquirente stesso.

## Svantaggi
I lati negativi di tale vendita si hanno nella condizione spesso svantaggiosa del prezzo di vendita che ottiene l'occupante. Inoltre, i contratti di affitto con questa modalità non sempre possono garantire una lunga permanenza dell'occupante, che sovente si trova presto in una nuova situazione di incertezza.